# Pepi Weixlgärtner
Pepi Weixlgärtner (* 19. Jänner 1886 in Wien als Josefine Neutra; † 30. Juni 1981 in Göteborg) war eine österreichisch-schwedische Bildhauerin und Grafikerin.

## Leben und Werk
Josefine Neutra war die Tochter von Samuel Neutra und Elisabeth Glaser, ihr jüngerer Bruder war der Architekt Richard Neutra. Sie studierte von 1905 bis 1911 an der Wiener Kunstgewerbeschule bei Anton Hanak, Anton von Kenner und Bertold Löffler. 1911 heiratete sie den Kunsthistoriker Arpad Weixlgärtner und trat vom jüdischen zum römisch-katholischen Glauben über. 1912 wurde die gemeinsame Tochter Elisabeth geboren. Aufgrund ihrer Ehe mit einem „Arier“ und weil sich namhafte NS-Kunsthistoriker wie Hans Sedlmayr für sie einsetzten, überlebte sie trotz ihrer jüdischen Herkunft die Zeit des Nationalsozialismus in Wien. 1945 wurden Wohnung und Atelier durch einen vermutlich von Nazis gelegten Brand zerstört und die Familie verlor ihr ganzes Hab und Gut. Auf Einladung von König Gustav VI. Adolf zogen sie daraufhin nach Schweden, wo ihre Tochter bereits seit 1939 lebte und Arpad Weixlgärtner an verschiedenen Universitäten Kunstgeschichte lehrte.
Weixlgärtner begann ihre künstlerische Laufbahn als Modelleurin und verlegte sich in den 1920er Jahren auf grafische Arbeiten. Sie schuf Akte, Charakterköpfe und Landschaften, bevorzugt in den Techniken Linolschnitt, Radierung und Monotypie. Sie war auch als Emailleurin tätig und entwickelte zusammen mit ihrer Tochter Elisabeth eine neue Technik für Emailarbeiten. Ab 1961 schuf sie hauptsächlich Kupferskulpturen. Arbeiten von ihr befinden sich unter anderem in der Wiener Albertina, im Kupferstichkabinett Dresden, im Print Room des British Museum in London und in der Chicago Public Library.